# Graziana
Graziana é um género de gastrópode  da família Hydrobiidae.
Este género contém as seguintes espécies:
- Graziana klazenfurtensis
- Graziana lacheineri
- Graziana pupula